# Polska Formuła Easter Sezon 1993
1993 – dziewiętnasty sezon Polskiej Formuły Easter. Był rozgrywany w ramach WSMP jako klasa E1. Składał się z sześciu eliminacji. Mistrzem został Kazimierz Sołtowski (Promot II).

## Kalendarz wyścigów
| Runda | Data            | Tor    | Pole position       | Najszybsze okrążenie | Zwycięzca (kierowcy) | Zwycięzca (zespoły)           |
| ----- | --------------- | ------ | ------------------- | -------------------- | -------------------- | ----------------------------- |
| 1     | 16 maja         | Poznań | Jarosław Podsiadło  | ?                    | Andrzej Podsiadło    | Automobilklub Kielecki        |
| 2     | 19 czerwca      | Kielce | Michał Gil          | ?                    | Kazimierz Sołtowski  | Automobilklub Szczeciński     |
| 3     | 11 lipca        | Poznań | Krzysztof Wodziński | ?                    | Janusz Sączyński     | Automobilklub Morski          |
| 4     | 26 września     | Kielce | Janusz Sączyński    | ?                    | Kazimierz Sołtowski  | Automobilklub Szczeciński     |
| 5     | 10 października | Poznań | Janusz Sączyński    | ?                    | Andrzej Podsiadło    | Automobilklub Kielecki        |
| 6     | 10 października | Poznań | Janusz Sączyński    | ?                    | Krzysztof Wodziński  | Autoklub Rzemieślnik Warszawa |

## Klasyfikacja kierowców
| Legenda oznaczeń w tabelach wyników Wyświetl szablon na nowej stronie | Legenda oznaczeń w tabelach wyników Wyświetl szablon na nowej stronie                                                                     |
| Oznaczenie                                                            | Wyjaśnienie |
| --------------------------------------------------------------------- | --- |
| Złoty                                                                 | Zwycięzca lub mistrzostwo |
| Srebrny                                                               | 2. miejsce lub wicemistrzostwo |
| Brązowy                                                               | 3. miejsce lub II wicemistrzostwo |
| Zielony                                                               | Ukończył, punktował (w klasyfikacji generalnej, gdy zdobył co najmniej jeden punkt na przestrzeni sezonu, poza trzema powyższymi opcjami) |
| Niebieski                                                             | Ukończył, nie punktował (w klasyfikacji generalnej, gdy nie zdobył co najmniej jednego punktu na przestrzeni sezonu)                      |
| Czerwony                                                              | Nie zakwalifikował się (NZ) |
| Czerwony                                                              | Nie prekwalifikował się (NPK) |
| Różowy                                                                | Nie ukończył (NU) |
| Różowy                                                                | Niesklasyfikowany (NS) (w klasyfikacji generalnej, gdy nie został sklasyfikowany w żadnym wyścigu sezonu)                                 |
| Czarny                                                                | Zdyskwalifikowany (DK) |
| Czarny                                                                | Wykluczony (WYK/EX) |
| Biały                                                                 | Nie wystartował (NW) |
| Biały                                                                 | Kontuzjowany (K/INJ) |
| Biały                                                                 | Wyścig odwołany (OD/C) |
| Bez koloru                                                            | Został wycofany (WYC/WD) |
| Bez koloru                                                            | Nie przybył (NP/DNA) |
| Bez koloru                                                            | Nie brał udziału w treningach (NT/DNP) |
| Bez koloru                                                            | Nie został zgłoszony (–) |
| Pogrubienie                                                           | Start z pole position |
| Kursywa                                                               | Najszybsze okrążenie wyścigu |
| †                                                                     | Nie ukończył, ale jego rezultat został zaliczony ze względu na przejechanie więcej niż 90% dystansu wyścigu.                              |
| *                                                                     | Sezon w trakcie |
| 1/2/3                                                                 | Punktowana pozycja w sprincie kwalifikacyjnym                                                                                             |
| Lista systemów punktacji Formuły 1                                    | |

| Poz.                                          | Kierowca                 | Zespół                        | POZ | KIE | POZ | KIE | POZ | POZ | Punkty |
| --------------------------------------------- | ------------------------ | ----------------------------- | --- | --- | --- | --- | --- | --- | ------ |
| 1                                             | Kazimierz Sołtowski      | Automobilklub Szczeciński     | NU  | 1   | 2   | 1   | 5   | NU  | 83     |
| 2                                             | Andrzej Podsiadło        | Automobilklub Kielecki        | 1   | NU  | 4   | 3   | 1   | NU  | 82     |
| 3                                             | Krzysztof Wodziński      | Autoklub Rzemieślnik Warszawa | 4   | NW  | 3   | 2   | 3   | 1   | 79     |
| 4                                             | Janusz Sączyński         | Automobilklub Morski          | NU  | 4   | 1   | NU  | 2   | 3   | 77     |
| 5                                             | Marek Nowak              | Rak Racing                    | 7   | 3   | 5   | NU  | 4   | NU  | 56     |
| 6                                             | Piotr Kaźmierczak        | Automobilklub Kielecki        | 5   | 5   | 8   | 4   | NU  | NW  | 51     |
| 7                                             | Michał Gil               | Automobilklub Kielecki        | 2   | NU  | NU  | 7   | 7   | 7   | 47     |
| 8                                             | Tomasz Jeromin           | Automobilklub Radomski        | 8   | 13  | 6   | NW  | -   | 2   | 43     |
| 9                                             | Mirosław Krachulec       | Automobilklub Częstochowski   | 12  | 8   | 21  | 5   | 14  | 4   | 41     |
| 10                                            | Andrzej Wodziński        | Autoklub Rzemieślnik Warszawa | 9   | 6   | 9   | NU  | NU  | 5   | 39     |
| 11                                            | Robert Podolski          | Automobilklub Kielecki        | 14  | NS  | 17  | 9   | 6   | 6   | 32     |
| 12                                            | Jacek Witke              | Rainbow Łódź                  | 10  | 10  | 16  | 8   | 8   | 8   | 31     |
| 13                                            | Robert Gajór             | Automobilklub Morski          | NW  | 7   | 10  | 6   | NU  | NW  | 26     |
| 14                                            | Leszek Gąsiorowski       | Automobilklub Toruński        | 11  | 14  | 18  | 10  | 11  | 9   | 24     |
| 15                                            | Grzegorz Kamiński        | Automobilklub Toruński        | 6   | NU  | 7   | NU  | NU  | NW  | 22     |
| 16                                            | Grzegorz Latos           | Automobilklub Kielecki        | NU  | 2   | NU  | NW  | -   | -   | 20     |
| 17                                            | Andrzej Grabowski        | Automobilklub Morski          | NU  | 9   | 13  | NU  | 10  | NU  | 16     |
| 18                                            | Małgorzata Serbin        | Autoklub Rzemieślnik Warszawa | 15  | -   | 20  | 12  | 12  | 10  | 16     |
| 19                                            | Józef Liszczak           | Automobilklub Szczeciński     | NW  | 15  | NS  | 13  | 13  | 11  | 12     |
| 20                                            | Władysław Starkowski     | Automobilklub Dolnośląski     | NW  | 12  | 15  | 11  | NU  | NU  | 10     |
| 21                                            | Wojciech Bełtowski       | Automobilklub Krakowski       | -   | 11  | 12  | -   | -   | -   | 9      |
| 22                                            | Przemysław Walknowski    | Automobilklub Szczeciński     | NW  | -   | -   | NU  | 9   | NW  | 7      |
| 23                                            | Paweł Mickiewicz         | Autoklub Rzemieślnik Warszawa | NW  | -   | 11  | -   | -   | -   | 5      |
| 24                                            | Jarosław Kamiński        | Rainbow Łódź                  | 13  | -   | -   | NW  | NU  | NU  | 4      |
| 25                                            | Jacek Marciniak          | Rainbow Łódź                  | NU  | NU  | 14  | -   | -   | -   | 2      |
| NS                                            | Stanisław Ambroszkiewicz | Automobilklub Toruński        | -   | -   | 19  | -   | -   | -   | 0      |
| NS                                            | Bogdan Krachulec         | Automobilklub Częstochowski   | NS  | -   | -   | -   | -   | -   | 0      |
| NS                                            | Jarosław Podsiadło       | Automobilklub Kielecki        | NU  | NU  | NU  | NU  | NU  | NW  | 0      |
| Kierowcy niedopuszczeni do zdobywania punktów |                          |                               |     |     |     |     |     |     |        |
| NS                                            | Manfred Brenniger        | Würzburg WW                   | 3   | -   | -   | -   | -   | -   | 0      |
| NS                                            | Erwin Gasser             | Rizza Jet                     | NU  | -   | -   | -   | -   | -   | 0      |